# Nacho Casanova (futbolista)
Ignacio Díaz-Casanova Montenegro (Las Palmas de Gran Canaria, 4 de febrero de 1987), más conocido como Nacho Casanova, es un exfutbolista español que jugaba en la demarcación de delantero. Actualmente es entrenador del futbol base femenino del R. C. D. Espanyol.

## Biografía
Debutó en 2004 con la U. D. Las Palmas Atlético. Al año siguiente subió al primer equipo por un año, antes de irse cedido al Castillo C. F. Tras volver a la  U. D. Las Palmas por tres años, en 2008 se fue traspasado al Águilas C. F. Jugó también en el R. C. D. Mallorca "B" y en el Alicante C. F.
En 2011, se fue a Austria para fichar por el S. V. Ried, donde marcó seis goles en 35 partidos jugados. En 2012 se fue traspasado al F. C. Pasching, y un año después ganó la Copa de Austria con el club. En el mercado de invierno de 2014, el 7 de enero, se fue al S. V. Horn. En el mercado de verano de 2015 fichó por el SC Mannsdorf.
Tras retirarse como futbolista, en 2022 ejerció el cargo de entrenador del equipo femenino del Sant Cugat F. C.

## Clubes
| Club                      | País    | Año         | Partidos | Goles |
| ------------------------- | ------- | ----------- | -------- | ----- |
| U. D. Las Palmas Atlético | España  | 2004        | ¿?       | ¿?    |
| U. D. Las Palmas          | España  | 2004 - 2005 | 2        | 0     |
| Castillo C. F. (cedido)   | España  | 2005        | 16       | 2     |
| U. D. Las Palmas          | España  | 2005 - 2008 | 20       | 3     |
| Águilas C. F.             | España  | 2008 - 2009 | 27       | 1     |
| R. C. D. Mallorca "B"     | España  | 2009 - 2010 | 31       | 7     |
| Alicante C. F.            | España  | 2010 - 2011 | 31       | 11    |
| SV Ried                   | Austria | 2011 - 2012 | 35       | 6     |
| F. C. Pasching            | Austria | 2012 - 2014 | 46       | 22    |
| SV Horn                   | Austria | 2014 - 2015 | 48       | 8     |
| SC Mannsdorf              | Austria | 2015 - 2016 | 29       | 21    |
| F. C. Marchfeld           | Austria | 2016 - 2018 | 39       | 12    |

## Palmarés

### Campeonatos nacionales
| Título          | Club           | País    | Año  |
| --------------- | -------------- | ------- | ---- |
| Copa de Austria | F. C. Pasching | Austria | 2013 |